# 1683 en droit
Chronologie en droit

Cet article présente les faits marquants de l'année 1683 en droit.

## Événements
- 18 mars : convention de la Haye entre Provinces-Unies, Suède et Espagne pour le maintien des traités[1].

- 23 juin : William Penn signe le traité de paix de Shackamaxon (en) avec les Indiens du Delaware[2] (Tamanend).

- 1er septembre : décret bannissant du royaume de Portugal dans un délai de deux mois tous les nouveaux chrétiens qui ont été réconciliés par l’Inquisition pour avoir judaïsé. De nombreux marranes partent pour l’étranger. La mesure sera suspendue en 1704[3].

- 15 septembre : au Japon, révision de la loi sur les maisons militaires (Buke shohattô), les membres de celle-ci ayant jusqu’alors droit de vie ou de mort sur leurs administrés[4]. le shogun Tsunayoshi Tokugawa, avec l’aide de son principal conseiller Masatoshi Hotta (1634-1684), veille à faire reconnaître légalement la voix des paysans : les doléances des agriculteurs et leurs actions en justice doivent être portées devant des officiers judiciaires et non plus simplement entendues par le seigneur local.